# Adler & Sullivan
Adler & Sullivan era uno studio di architettura fondato da Dankmar Adler e Louis Sullivan a Chicago. Tra i suoi progetti figurano l'edificio polifunzionale Auditorium Building di Chicago e lo grattacielo Wainwright Building di St. Louis. Nel 1883 Louis Sullivan fu aggiunto allo studio di architettura di Adler, creando la partnership Adler & Sullivan. Secondo l'architetto Ward Miller:
Adler, con le sue capacità ingegneristiche e la sua dimestichezza con l'acustica, divenne noto come il genio degli affari della partnership, mentre Sullivan, noto per il suo grande talento progettuale, è ricordato come l'artista.

## Lavori principali
- Ann Halsted House, Chicago (Illinois), 1883
- Halsted Row Houses, Chicago (Illinois), 1884
- Leon Mannheimer House, Chicago (Illinois), 1884
- Joseph Deimel House, Chicago (Illinois), 1886
- Auditorium Building, Chicago, Illinois 1889
- Pueblo Opera House, Pueblo (Colorado),  1890
- Tomba di Carrie Eliza Getty, Graceland Cemetery, Chicago, 1890
- Wainwright Building, St. Louis, Missouri,  1891
- Vacation Home for James & Helen Charnley, Ocean Spring, MS, 1891
- Vacation Home For Sullivan, Ocean Springs, MS, 1891
- James Charnley House, Chicago, IL, 1891
- Albert Sullivan Residence 4575 South Lake Park Avenue, Chicago, IL, 1891
- Union Trust Building, St. Louis (1893; ornamento a livello stradale pesantemente alterato nel 1924)
- Chicago Stock Exchange Building, Chicago, 1893
- Guaranty Building, Buffalo, New York, 1894